# العبور (فلم 2018)
العبور (بالإنجليزية: Transit) هو فيلم درامي ألماني تم اصدارة 2018 من تأليف وإخراج كريستيان بيتزولد . وهو مبني على رواية آنا سيغيرز عام 1944 التي تحمل الاسم نفسه وتم تكييفها لتُعرض في الوقت الحاضر. يتابع الفيلم قصة لاجئ ( فرانز روجوفسكي ) ينتحل شخصية كاتب ميت في محاولة للفرار من دولة فاشية. حقق الفيلم نجاحًا كبيرًا وتم اختياره للتنافس على جائزة الدب الذهبي في قسم المنافسة الرئيسي في الدورة الثامنة والستين لمهرجان برلين السينمائي الدولي .

## القصة
جورج ، اللاجئ السياسي الألماني ، بالكاد استطع ان يفلت من الاعتقال في باريس المحتلة الحالية ، فرنسا. يحاول إيصال رسالة إلى كاتب مشهور يدعى فرانز فايدل ، ليكتشف أن فايدل قد قتل نفسه في غرفة فندق. يأخذ مخطوطة فايدل الأخيرة ووثائق الهوية ، والتي تعده بملاذ آمن في المكسيك . يحاول الفرار إلى مرسيليا بالقطار مع صديقه المصاب هاينز ، لكن هاينز يموت في الطريق. في مرسيليا ، ينقل أخبار وفاة هاينز إلى زوجته الصماء ميليسا وابنه إدريس ، وكلاهما يعيش في المدينة بشكل غير قانوني. يصادق جورج إدريس.
عندما حاول جورج تسليم أوراق فايدل إلى القنصل المكسيكي ، أخطأ في أنه فايدل وانتحل شخصيته ، وحصل على تأشيرات عبور لنفسه ولزوجة فيديل ، ماري. يعلم أن ماري قد غادرت Weidel ، لكنه يرغب في لم شمله معه وكان ينتظر في مرسيليا حتى يتمكنوا من الفرار معًا. يعاني إدريس من نوبة ربو ، ويحضر جورج الطبيب ريتشارد لرعايته يلتقي جورج بعشيقة الطبيب التي يعرف أنها ماري.
يرغب ريتشارد في الفرار ، لكنه يشعر بالذنب بسبب التخلي عن ماري. ومع ذلك ، عندما يعرض عليها جورج تأشيرة عبور ، يمضي ريتشارد قدمًا ويحاول ركوب السفينة المغادرة ، لكنه يضطر للتخلي عن مكانه للجنود الفرنسيين. يطور جورج وماري علاقة رومانسية ، ويتصارع مع ما إذا كان سيخبرها بالحقيقة عن زوجها ، ويقترب من فعل ذلك ، لكنه غير قادر على القيام بذلك لأنها تؤمن بشدة أنه على قيد الحياة. علم أن ميليسا وإدريس قد هربا ، ويشهد على انتحار زميله اللاجئ الذي كان يعرفه بأنه أحد معارفه.
استقبل جورج وماري سيارة أجرة للميناء للصعود إلى سفينتهم ، مونتريال ، لكن جورج خرج ، مدعيا أنه نسي شيئًا ما. يذهب إلى ريتشارد ويبيعه مكانه على متن السفينة. أثناء سرد قصته لنادل ، الذي عهد إليه بمخطوطة فايدل ، رأى امرأة تشبه ماري ، لكنها تختفي. ذهب إلى الميناء للتأكد من أنها ركبت ، ولكن قيل له أن مونتريال اصطدم بلغم وغرق ولم ينجُ من الموت. عاد إلى الحانة ، حيث ينتظر ماري بينما تبدأ الشرطة الفرنسية في تمشيط المدينة لتطهيرها من اللاجئين.

## الطاقم
- فرانز روجوفسكي في دور جورج
- بولا بير في دور ماري
- جودهارد جيز في دور ريتشارد
- مريم زارع بدور ميليسا
- رونالد كوكوليس بدور هاينز

## النقد
بناءً على مراجعة موقع مجمع المراجعات روتن توميتوز ، حصل الفيلم على نسبة موافقة تبلغ 94 ٪ ، بناءً على 151 مراجعة. يقرأ الإجماع «ان فيلم العبور يرقى إلى مستوى عنوانه من خلال دراما صعبة تلتقط الشخصيات - وتضع الجمهور - في حالة تغير مستمر وتمارس جاذبية مقلقة.» 

## روابط خارجية
- العبور  في قاعدة بيانات الأفلام على الإنترنت (بالإنجليزية)
- [http://www.metacritic.com/movie/transit

```
العبور (فلم 2018)] في 
موقع ميتاكريتيك.
```

- العبور (فلم 2018) في روتن توميتوز.